# Jabuka (Pančevo)
Pour les articles homonymes, voir Jabuka.
Jabuka (en serbe cyrillique : Јабука ; en roumain : Iabuca) est une localité de Serbie située dans la province autonome de Voïvodine et sur le territoire de la Ville de Pančevo, district du Banat méridional. Au recensement de 2011, elle comptait 6 211 habitants.
Jabuka est officiellement classée parmi les villages de Serbie.

## Nom de la ville et histoire

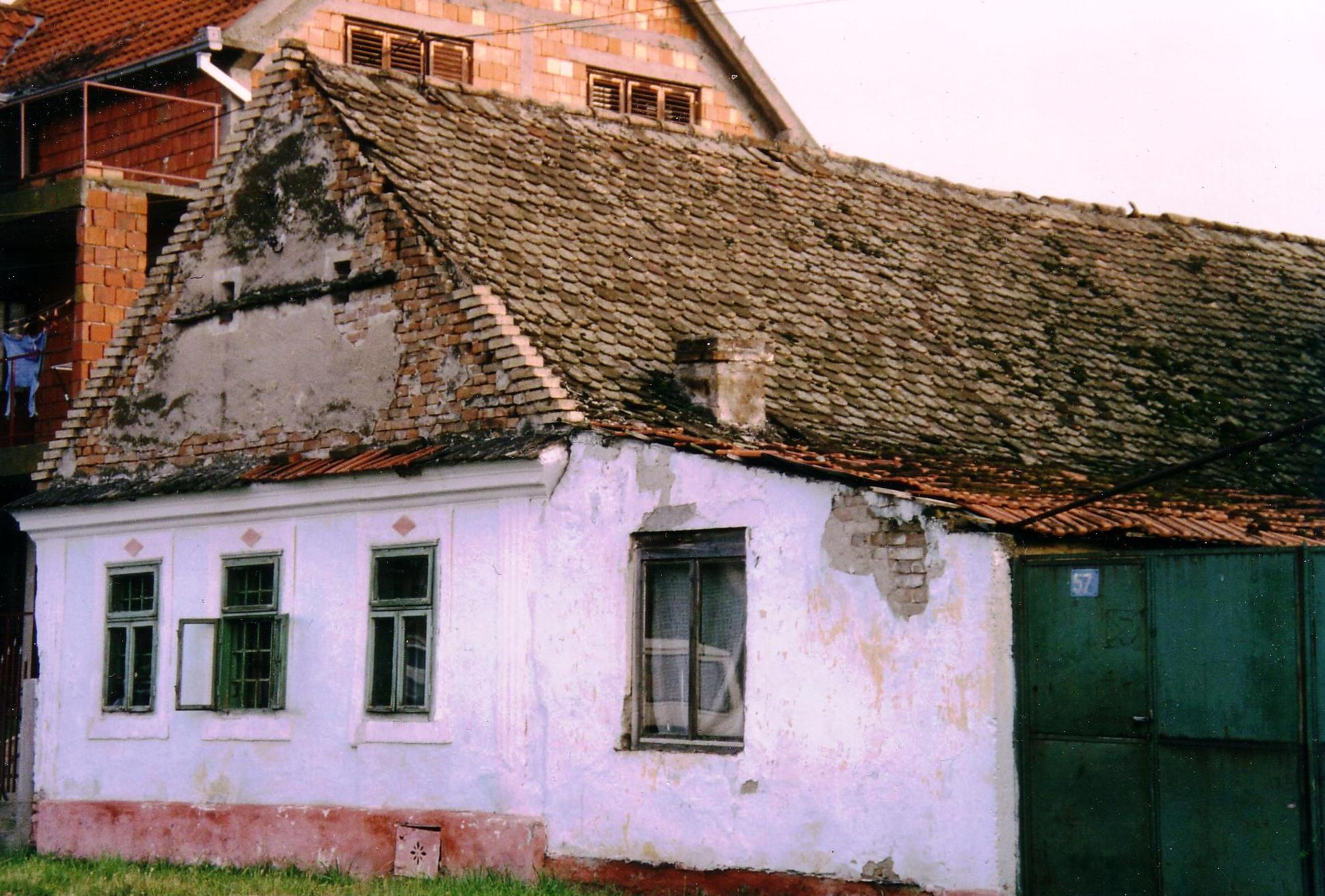
Maison ancienne à Jabuka

En serbe, Jabuka signifie « la pomme ». Les noms hongrois et allemands de la ville ont la même signification. En hongrois, la vile était connue sous le nom de Torontal Almas (Almas signifie « la pomme ») et en allemand sous le nom d'Apfeldorf (« le village de la pomme »). 
À la fin du XVIe siècle, le sud-ouest du Banat situé près du Danube était couvert de marécages et de forêts. En dehors de Pančevo et de Kovin, il n'existait pas d'autres localités. 
Le village de Jabuka fut fondé par des pêcheurs serbes à la fin du XVIIe siècle. Dans la première moitié du XVIIIe siècle, le village n'était composé que d'une quinzaine de foyers. Après la conclusion du traité de paix avec les Ottomans en 1726, le comte Claude Florimond de Mercy, un aristocrate d'origine lorraine administra la Frontière militaire. Il ordonna aux habitants de Jabuka de rejoindre le bataillon (Grenzbezirkshauptmannschaft) Opovo - Pančevo. En 1733, un recensement dénombrait 19 Slaves dans le village. 
Pour mieux contrôler la Frontière, le comte Engelshofer appela des renforts d'Allemagne pour peupler les localités de Jabuka, Glogonj, Sefkerin et Opovo. Des populations germaniques commencèrent à s'installer dans la région à partir de 1764, ainsi que des Hongrois à partir de 1766. Cette même année, des Slaves quittèrent Jabuka pour s'installer à Crepaja et Dolovo. Le vieux village de Jabuka fut détruit vers 1770.
De 1772 à 1774, une nouvelle localité fut fondée à 11 km au nord de Pančevo, sur la rive droite de la rivière Tamiš, près de l'emplacement de l'ancien village. En 1774, il comptait 88 familles et des Roumains commencèrent à s'y installer. En 1789, de nombreux Serbes quittèrent Jabuka pour s'installer à Sefkerin. 
En 1921, Jabuka comptait 3 265 habitants, dont 2 918 Allemands, 348 Roumains, 73 Hongrois, 20 Serbes et Croates, 2 Slovènes, 2 Russes et 1 Anglais. 
Pendant la Seconde Guerre mondiale, la ville fut occupée par les forces de l'Axe. Les habitants qui n'étaient pas d'origine germanique furent envoyés aux travaux forcés. Après la défaite des puissances de l'Axe, en 1944, une partie de la population d'origine allemande quitta la ville. Ceux qui y restèrent, au nombre de 2 109, furent envoyés au camp de concentration de Knićanin où, pour la plupart, ils trouvèrent la mort.

## Démographie

### Évolution historique de la population
| 1948  | 1953  | 1961  | 1971  | 1981  | 1991  | 2002  | 2011  |
| ----- | ----- | ----- | ----- | ----- | ----- | ----- | ----- |
| 4 392 | 4 623 | 5 245 | 5 453 | 6 453 | 6 598 | 6 312 | 6 211 |

|  |